# ハンマーキャスター
ハンマーキャスター株式会社（HAMMER CASTER Co.Ltd.）は、大阪府東大阪市西岩田に本社を置く各種キャスターの製造販売をおこなう企業である。1919年創業。

## 会社概要
運搬用カートから、家具、電気機器、事務機器など多岐にわたるキャスターの製造販売を手掛ける。知名度はさして高くはないものの、シェアは抜群の高さを誇る。
これまで鋳物により製造されて来たキャスターを、現在は、耐久性や環境に対する配慮やナイロン、フェノール製のモノに替え始めている。
元々は建築に関連した金物製造業から事業が始まるも、のちに運搬用カートの製造を切っ掛けにキャスターの製造へと移行しており、この他、目を離したすきにカートが動かないように、フットペダルで固定するハンマーロックも同社が開発した製品として知られている。